# DJ Drama
Tyree Cinque Simmons (Philadelphia, Pennsylvania, SAD, 22. travnja 1978.), bolje poznat po svom umjetničkom imenu DJ Drama (također poznat kao Drama Boy) je američki DJ i producent. Trenutno ima potpisan ugovor s diskografskim kućama Grand Hustle Records i Atlantic Records. Najpoznatiji je po tome što je bio producent na mnogim miksanim albumima. Svoju glazbenu karijeru je započeo 2003. godine kada je osnovao diskografsku kuću Aphilliates Music Group zajedno s Don Cannonom i DJ Senseom. Godine 2006., Aphilliates Music Group se udružila s diskografskom kućom Asylum Records, te je Willie the Kid bio prvi izvođač koji je potpisao ugovor.
Godine 2007., DJ Drama je objavio svoj prvi studijski album Gangsta Grillz: The Album. Nakon dvije godine objavljuje i nastavak albuma Gangsta Grillz: The Album (Vol. 2). Treći studijski album Third Power je objavio 2011. godine, a album je proizveo i Dramin najuspješniji singl "Oh My". Četvrti album Quality Street Music će objaviti sredinom 2012. godine.

## Diskografija
Studijski albumi
- Gangsta Grillz: The Album (2007.)
- Gangsta Grillz: The Album (Vol. 2) (2009.)
- Third Power (2011.)
- Quality Street Music (2012.)

## Nagrade i nominacije
BET Hip-Hop Awards
| Godina | Nominirano djelo | Nagrada                    | Rezultat   |
| ------ | ---------------- | -------------------------- | ---------- |
| 2008.  | DJ Drama         | DJ godine (DJ of the Year) | nominacija |
| 2009.  | DJ Drama         | DJ godine (DJ of the Year) | nominacija |
| 2010.  | DJ Drama         | DJ godine (DJ of the Year) | nominacija |
| 2011.  | DJ Drama         | DJ godine (DJ of the Year) | nominacija |